# 安宁阿敏
安宁阿敏（Amrin Amin ）是一名新加坡馬來裔政治家，2015年大選首次代表人民行動黨出選並勝出。他是一位律师。

## 教育
先後就讀德明政府中學和淡滨尼初级学院，後來分別於新加坡國立大學和哥倫比亞大學取得法學士和法學碩士。

## 政治生涯
2015年，人民行动党（PAP）宣布安宁阿敏已加入PAP，并将和四名PAP候选人参与2015年新加坡大选，在三巴旺集选区参选。安宁阿敏当选后开始出任内政部政务次长。

## 个人生活
安宁阿敏参政当选后宣布结婚。